# 1984 год в истории изобразительного искусства СССР
1984 год был отмечен рядом событий, оставивших заметный след в истории советского изобразительного искусства.

## События
- Республиканская художественная выставка «Голубые просторы России» открылась в Москве с участием Николая Галахова, Владимира Саксона, Александра Татаренко, Николая Тимкова, Виталия Тюленева и других мастеров изобразительного искусства Российской Федерации.[1]

- Выставка произведений Исаака Израилевича Бродского к 100-летию со дня рождения художника открылась в Музее Академии художеств в Ленинграде.[2]

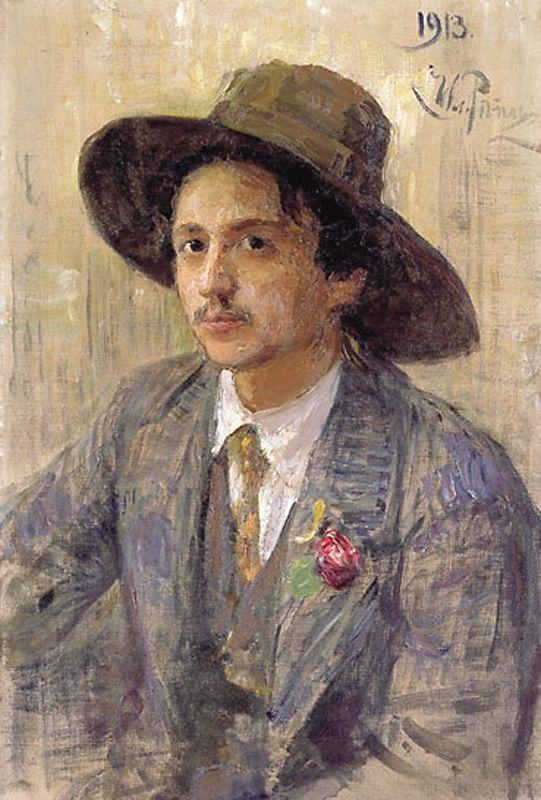
Исаак Бродский
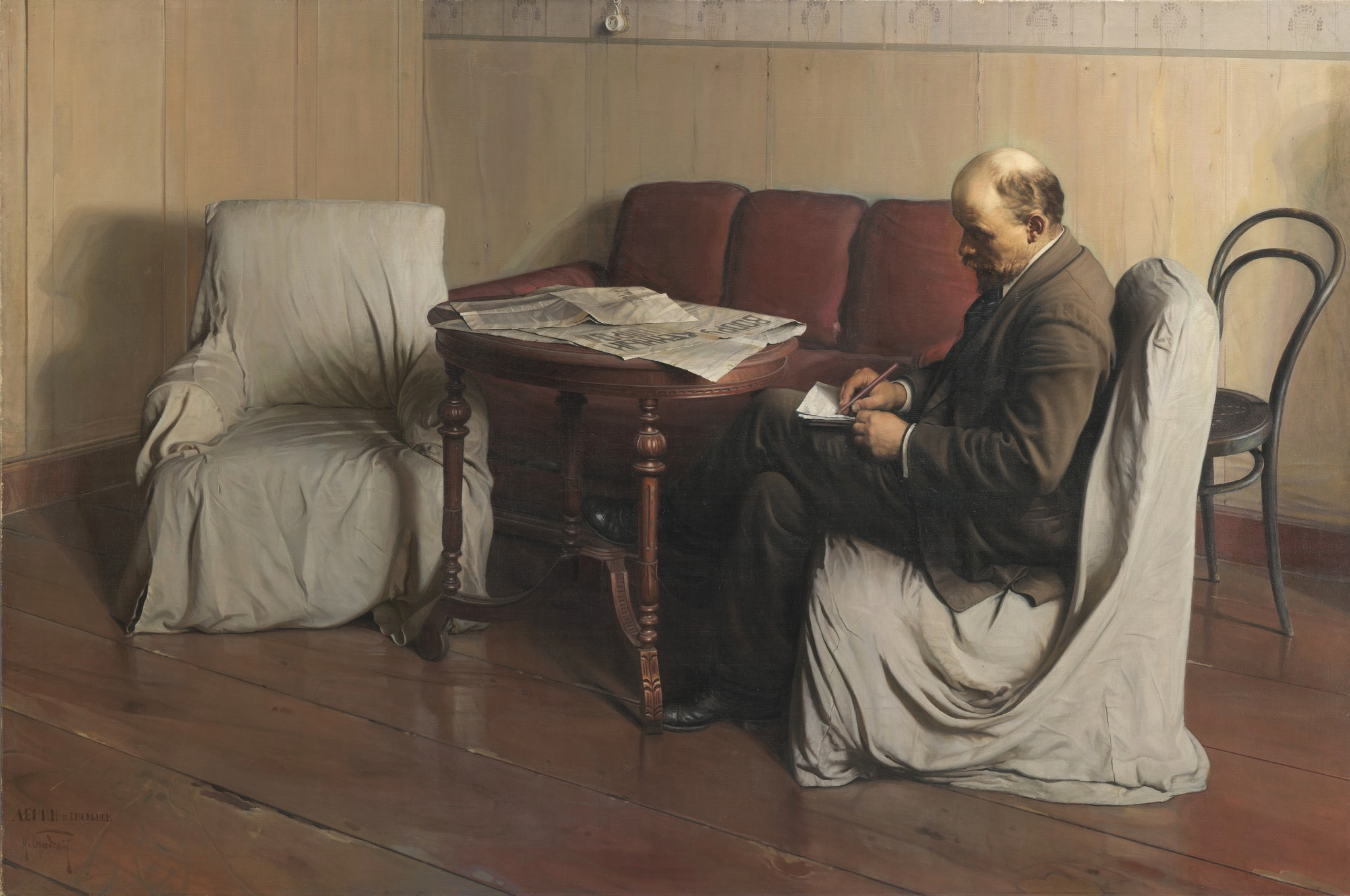
Ленин в Смольном. 1930
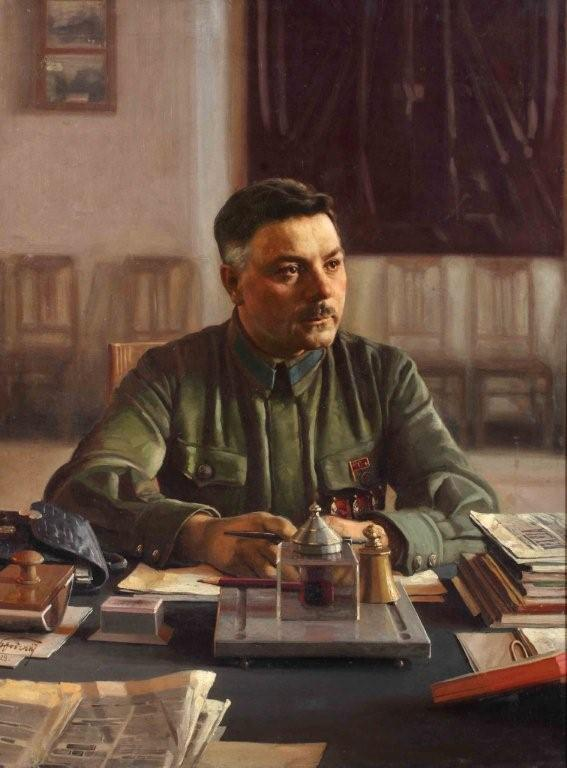
Портрет К. Ворошилова. 1929

- В Тобольске открыт памятник Д. И. Менделееву скульптора В. Н. Никифорова.

- Выставка произведений ленинградских художников «Подвигу Ленинграда посвящается», к 40-летию полного освобождения Ленинграда от вражеской блокады открылась в залах Ленинградского отделения Союза художников РСФСР[3].

- Выставка произведений Марины Андреевны Козловской открылась в залах Ленинградского отделения Союза художников РСФСР.[4]

- Выставка произведений народного художника РСФСР Фомина Петра Тимофеевича открылась в залах Государственного Русского музея.
- Выставка произведений Александра Николаевича Самохвалова к 90-летию со дня рождения художника открылась в залах Ленинградского отделения Союза художников РСФСР.[5]

- Выставка произведений Иосифа Натановича Зисмана открылась в залах Ленинградского отделения Союза художников РСФСР.[6]
- Выставка произведений Андрея Алексеевича Яковлева «Ленинградские километры БАМа» открылась в залах Ленинградского отделения Союза художников РСФСР.[7]

- Выставка произведений Александра Александровича Татаренко открылась в залах Ленинградского отделения Союза художников РСФСР.[8]

- Выставка произведений Марии Авраамовны Зубреевой и Сергея Ефимовича Захарова открылась в залах Ленинградского отделения Союза художников РСФСР.[9]

- Выставка произведений Дмитрия Петровича Бучкина открылась в залах Ленинградского отделения Союза художников РСФСР.[10]

## Скончались
- 2 января — Шульц Гавриил Александрович, советский скульптор и педагог, Заслуженный художник РСФСР (род. в 1903).
- 27 марта — Казанцев Анатолий Алексеевич, русский советский живописец, график и педагог, Заслуженный деятель искусств РСФСР (род. в 1908)
- 3 мая — Котик Борис Васильевич, российский советский живописец (род. в 1921).
- 15 июня — Дашкевич Александр Диомидович, российский советский живописец (род. в 1912).
- 20 июня — Гагарина Лидия Ивановна, русский советский живописец и график (род. в 1902).
- 23 июня — Семёнов Александр Михайлович, русский советский живописец (род. в 1922).
- 13 октября — Виленский Зиновий Моисеевич, советский скульптор, Народный художник СССР, лауреат Сталинской премии (род. в 1899).
- 22 ноября — Томский Николай Васильевич, советский скульптор-монументалист, Народный художник СССР, Герой Социалистического Труда (род. в 1900).

### Полная дата неизвестна
- Трошичев Александр Александрович, русский советский живописец, график и педагог (род. в 1908)
- Фёдоров Борис Фёдорович, русский советский живописец (род. в 1922).

## Галерея

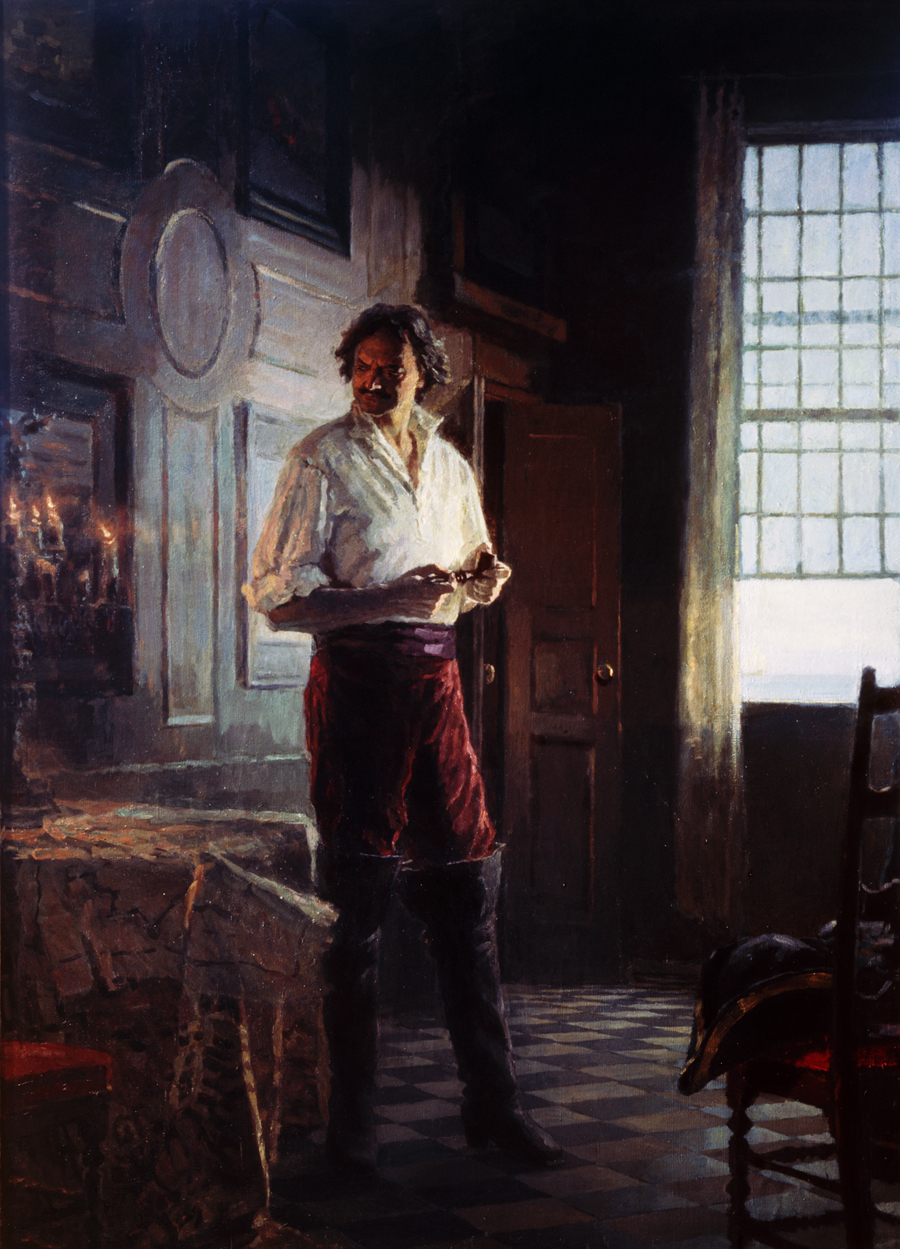
С. Кириллов. Пётр Великий. 1984
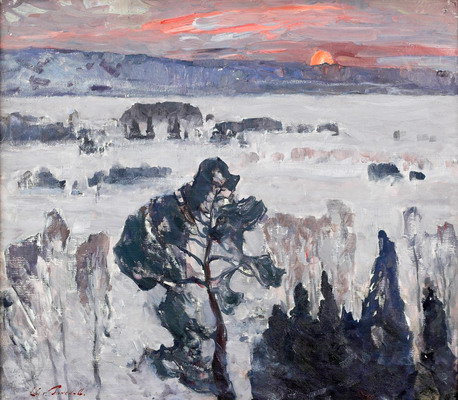
Н. Пименов. Туманы. 1984